# Episodi di Squitto lo scoiattolo
Elenco degli episodi della serie televisiva animata Squitto lo scoiattolo (Scaredy Squirrel) trasmessi in Italia.

## Stagioni
| Stagioni | Stagioni | Episodi | Trasmissione originale | Trasmissione originale | Trasmissione Italiana | Trasmissione Italiana |
| Stagioni | Stagioni | Episodi | Inizio trasmissione    | Fine trasmissione      | Inizio trasmissione   | Fine trasmissione     |
| -------- | -------- | ------- | ---------------------- | ---------------------- | --------------------- | --------------------- |
|          | 1        | 52      | 1º aprile 2011         | 2 dicembre 2011        | 13 febbraio 2012      | 13 marzo 2012         |
|          | 2        | 28      | 9 settembre 2012       | 16 marzo 2013          | 16 marzo 2013         | 28 aprile 2013        |
|          | 3        | 24      | 1º giugno 2013         | 17 agosto 2013         | 7 gennaio 2014        | 22 gennaio 2014       |

## Stagione 1 (2011)
In Canada la serie è iniziata il 1º aprile 2011 su YTV, mentre in Italia la serie è iniziata il 13 febbraio 2012 su K2.
| N° | Titolo originale             | Titolo italiano                | Prima TV Canada  | Prima TV Italia  |
| 1  | Pranks for Nothing           | Scherzo contro scherzo         | 1º aprile 2011   | 13 febbraio 2012 |
| 2  | Fistful of Quarters          | Il lavoro di Dave              | 1º aprile 2011   | 13 febbraio 2012 |
| 3  | Children of the Acorn        | Figli delle ghiande            | 3 aprile 2011    | 14 febbraio 2012 |
| 4  | Awaken the Stacker Within    | Il broccolosseo                | 3 aprile 2011    | 14 febbraio 2012 |
| 5  | Way of the Fishlips          | Sfida all'ultimo colpo         | 10 aprile 2011   | 15 febbraio 2012 |
| 6  | The Golden Paddleball        | La pallina d'oro               | 10 aprile 2011   | 15 febbraio 2012 |
| 7  | Luck Be a Penny              | Il penny portafortuna          | 17 aprile 2011   | 16 febbraio 2012 |
| 8  | How to Succeed in Groceries  | Direttore per un giorno        | 17 aprile 2011   | 16 febbraio 2012 |
| 9  | Lumberjack Day               | La giornata del boscaiolo      | 24 aprile 2011   | 17 febbraio 2012 |
| 10 | Suggestion Box Blues         | La cassetta dei suggerimenti   | 24 aprile 2011   | 17 febbraio 2012 |
| 11 | Tubtastic Tuo                | La corsa in vasca              | 1º maggio 2011   | 18 febbraio 2012 |
| 12 | Mr. Nestor's Mother's Momma  | La mamma della mamma di Nestor | 1º maggio 2011   | 18 febbraio 2012 |
| 13 | Sticky Situation             | Scambio pericoloso             | 8 maggio 2011    | 20 febbraio 2012 |
| 14 | Cowlicked                    | Leccata di mucca               | 8 maggio 2011    | 20 febbraio 2012 |
| 15 | Water Damage                 | Licenziato!                    | 15 maggio 2011   | 21 febbraio 2012 |
| 16 | Life Saver                   | La trota custode               | 15 maggio 2011   | 21 febbraio 2012 |
| 17 | Who's Your Paddy             | Crisi di gelosia               | 22 maggio 2011   | 22 febbraio 2012 |
| 18 | Snerd Envy                   | Il giocattolo invisibile       | 22 maggio 2011   | 22 febbraio 2012 |
| 19 | Dream Weaver                 | La lista dei desideri          | 29 maggio 2011   | 23 febbraio 2012 |
| 20 | Chili Con Scaredy            | Squitto al Chili               | 29 maggio 2011   | 23 febbraio 2012 |
| 21 | The Coast is Fear            | Le montagne del terrore        | 5 giugno 2011    | 24 febbraio 2012 |
| 22 | The Madness of King Nutbar   | La follia del re Nocciolo      | 5 giugno 2011    | 24 febbraio 2012 |
| 23 | There is no "I" in Groceries | Gioco di squadra               | 12 giugno 2011   | 25 febbraio 2012 |
| 24 | When Thugs Attack            | Mangione all'attacco           | 12 giugno 2011   | 25 febbraio 2012 |
| 25 | Camp or Consequences         | Il paddleball è un diritto     | 19 giugno 2011   | 27 febbraio 2012 |
| 26 | Fairweather Squirrel         | Squitto il meteorologo         | 19 giugno 2011   | 27 febbraio 2012 |
| 27 | Aisle of the Dead            | Zombie per un giorno           | 12 ottobre 2011  | 28 febbraio 2012 |
| 28 | Where the Stink At?          | Puzza, dove sei?               | 12 ottobre 2011  | 28 febbraio 2012 |
| 29 | Stackinator                  | Scaffalinetor                  | 31 ottobre 2011  | 29 febbraio 2012 |
| 30 | Halloweekend                 | Halloween                      | 31 ottobre 2011  | 29 febbraio 2012 |
| 31 | Rockabye Rock                | Una pietra in custodia         | 1º novembre 2011 | 1 marzo 2012     |
| 32 | Hammock Havoc                | Amica amaca                    | 1º novembre 2011 | 1 marzo 2012     |
| 33 | It's Not Easy Being Green    | Non è facile essere verdi      | 2 novembre 2011  | 2 marzo 2012     |
| 34 | The Corgin                   | Il mostro delle nevi           | 2 novembre 2011  | 2 marzo 2012     |
| 35 | Nothing But the Tooth        | Caccia al dente                | 4 novembre 2011  | 3 marzo 2012     |
| 36 | From Rodent With Love        | Vita da spie                   | 4 novembre 2011  | 3 marzo 2012     |
| 37 | Paddle Dogs                  | Amici e Nemici                 | 9 novembre 2011  | 5 marzo 2012     |
| 38 | Looking For Richard          | Non si pianta una pianta       | 9 novembre 2011  | 5 marzo 2012     |
| 39 | Fancy Some Tea?              | Il supermercato chic           | 14 novembre 2011 | 6 marzo 2012     |
| 40 | Mr. Perfect Balsa            | Il concorso di bellezza        | 14 novembre 2011 | 6 marzo 2012     |
| 41 | Shop Cop                     | Il guardiano notturno          | 18 novembre 2011 | 7 marzo 2012     |
| 42 | Acting Silly                 | Lo scoiattolo innamorato       | 18 novembre 2011 | 7 marzo 2012     |
| 43 | Seth is a Salesman           | Vendita porta a porta          | 28 novembre 2011 | 8 marzo 2012     |
| 44 | Less Nestorman               | Il fratello di Nestor          | 28 novembre 2011 | 8 marzo 2012     |
| 45 | Neal Wits                    | I geni dell'igiene             | 29 novembre 2011 | 9 marzo 2012     |
| 46 | Mall Rats                    | Tu parli io sparlo             | 29 novembre 2011 | 9 marzo 2012     |
| 47 | The Great Mistack            | Il capolavoro di latta         | 30 novembre 2011 | 10 marzo 2012    |
| 48 | A Squirreled Away Treasure   | La caccia al tesoro            | 30 novembre 2011 | 10 marzo 2012    |
| 49 | Perfect Pickle               | Il cetriolo perfetto           | 1º dicembre 2011 | 12 marzo 2012    |
| 50 | Goat Police                  | La squadra capra               | 1º dicembre 2011 | 12 marzo 2012    |
| 51 | Jawhead                      | Il mostro testa dentata        | 2 dicembre 2011  | 13 marzo 2012    |
| 52 | Store Wars                   | Il milionesimo cliente         | 2 dicembre 2011  | 13 marzo 2012    |

## Stagione 2 (2012-2013)
In Canada la serie è iniziata 9 settembre 2012, mentre in Italia è trasmessa su K2 dal 16 marzo 2013.
| N° | Titolo originale                  | Titolo italiano               | Prima TV Canada   | Prima TV Italia |
| 1  | Grand Olde Grocery                | Sally Superstar               | 9 settembre 2012  | 16 marzo 2013   |
| 2  | Grounded Hog                      | Marmotta Mannara              | 9 settembre 2012  | 16 marzo 2013   |
| 3  | Talented Mr. Peacock              | Il talento di Mr. Pavone      | 16 settembre 2012 | 17 marzo 2013   |
| 4  | Hiccup Hicdown in Balsatown       | L'isola del fastidio          | 16 settembre 2012 | 17 marzo 2013   |
| 5  | Lean Green Fighting Machine       | Piante da combattimento       | 23 settembre 2012 | 23 marzo 2013   |
| 6  | Nutters Almanac                   | Il folle Almanacco            | 23 settembre 2012 | 23 marzo 2013   |
| 7  | I Think Therefore I Clean         | Penso, quindi pulisco         | 30 settembre 2012 | 24 marzo 2013   |
| 8  | Soup of a Nova                    | Una casa per Dave             | 30 settembre 2012 | 24 marzo 2013   |
| 9  | Extrasquirrelstial                | Extrasquittestre              | 12 gennaio 2013   | 30 marzo 2013   |
| 10 | To Cat a Thief                    | Squittovicz e Puzzolowsky     | 12 gennaio 2013   | 30 marzo 2013   |
| 11 | Inskunktion                       | Sogni e risvegli              | 19 gennaio 2013   | 31 marzo 2013   |
| 12 | Double Double Squirrel in Trouble | Doppio Squitto doppi guai     | 19 gennaio 2013   | 31 marzo 2013   |
| 13 | Empty Nestor Syndrome             | Una nuova mamma per Nestor    | 26 gennaio 2013   | 6 aprile 2013   |
| 14 | New Dave                          | Un nuovo Dave                 | 26 gennaio 2013   | 6 aprile 2013   |
| 15 | Breaking the Mold                 | Uffa, che muffa               | 2 febbraio 2013   | 7 aprile 2013   |
| 16 | Hip to Be Squirrel                | Hip hip Squitto               | 2 febbraio 2013   | 7 aprile 2013   |
| 17 | Captain Nuts                      | Capitan ghianda               | 9 febbraio 2013   | 13 aprile 2013  |
| 18 | Nobody Loves Hatton               | Nessuno ama Hatton            | 9 febbraio 2013   | 13 aprile 2013  |
| 19 | Stash N' Hoarder                  | Piovono ghiande               | 16 febbraio 2013  | 14 aprile 2013  |
| 20 | Ice Ice Scaredy                   | Squitto dal cuore di ghiaccio | 16 febbraio 2013  | 14 aprile 2013  |
| 21 | The Paddy Party Problem           | La festa dei monotoni         | 23 febbraio 2013  | 20 aprile 2013  |
| 22 | Hamsitcom                         | Il crice corno                | 23 febbraio 2013  | 20 aprile 2013  |
| 23 | Freaky Fur Day                    | La mamma puzzola              | 2 marzo 2013      | 21 aprile 2013  |
| 24 | Mascot In The Act                 | Mascotte nell'anima           | 2 marzo 2013      | 21 aprile 2013  |
| 25 | Double Ooh Oops                   | Il segreto di Mildred         | 9 marzo 2013      | 27 aprile 2013  |
| 26 | Stack To School                   | Ritorno a scuola              | 9 marzo 2013      | 27 aprile 2013  |
| 27 | Store Trek                        | Capitan Nestor                | 16 marzo 2013     | 28 aprile 2013  |
| 28 | Safety Corner                     | L'angolo della sicurezza      | 16 marzo 2013     | 28 aprile 2013  |

## Stagione 3 (2013)
In Canada la serie è iniziata il 1º giugno 2013 e in Italia viene trasmessa su K2 dal 7 gennaio 2014.
| N° | Titolo originale              | Titolo italiano                 | Prima TV Canada | Prima TV Italia |
| 1  | Adventures In Frogsitting     | Il nipote di Mildred            | 1º giugno 2013  | 7 gennaio 2014  |
| 2  | Straighten Up and Flu Up      | Rime e starnuti                 | 1º giugno 2013  | 7 gennaio 2014  |
| 3  | Abracagrandma                 | La magia del polpettone         | 8 giugno 2013   | 8 gennaio 2014  |
| 4  | Momma Lisa Smile              | Missione sorriso                | 8 giugno 2013   | 8 gennaio 2014  |
| 5  | Arachnofriendly               | Un ragno per amico              | 15 giugno 2013  | 9 gennaio 2014  |
| 6  | 28 Daves Later                | 28 puzzole dopo                 | 15 giugno 2013  | 9 gennaio 2014  |
| 7  | Day of the Strackal           | Il giorno dell'impilatore       | 22 giugno 2013  | 10 gennaio 2014 |
| 8  | The Dave n Dave               | Dave-mercato                    | 22 giugno 2013  | 10 gennaio 2014 |
| 9  | Ice Cream Headache            | Biscotto farcito di guai        | 29 giugno 2013  | 13 gennaio 2014 |
| 10 | Buck Up Buck                  | Non aprite quella diga          | 29 giugno 2013  | 13 gennaio 2014 |
| 11 | Three Alarm Flyer             | Squitto e il volantino perfetto | 6 luglio 2013   | 14 gennaio 2014 |
| 12 | Driving Miss Davey            | L'esame per la patente          | 6 luglio 2013   | 14 gennaio 2014 |
| 13 | Great Dane                    | Dave e Dane                     | 13 luglio 2013  | 15 gennaio 2014 |
| 14 | Fudge-Filled Fib              | Le bugie hanno le zampe corte   | 13 luglio 2013  | 15 gennaio 2014 |
| 15 | Rockin' Richard               | Il sogno di Richard             | 20 luglio 2013  | 16 gennaio 2014 |
| 16 | Misfortune Teller             | Una triste profezia             | 20 luglio 2013  | 16 gennaio 2014 |
| 17 | Trophy Catastrophe            | Il catastrofico trofeo          | 27 luglio 2013  | 17 gennaio 2014 |
| 18 | Encino Squirrel               | Lo scoiattolo delle caverne     | 27 luglio 2013  | 17 gennaio 2014 |
| 19 | Udderly Best Friend           | Il castoro per-dente            | 3 agosto 2013   | 20 gennaio 2014 |
| 20 | Lost in Donations             | Voglia di gelato                | 3 agosto 2013   | 20 gennaio 2014 |
| 21 | Double Decker Danger          | Doppio strato di pericolo       | 10 agosto 2013  | 21 gennaio 2014 |
| 22 | Actually It Is Rocket Science | Astronauti per caso             | 10 agosto 2013  | 21 gennaio 2014 |
| 23 | For a Few S'Mores More        | I 6 giorni e mezzo del donatore | 17 agosto 2013  | 22 gennaio 2014 |
| 24 | Sinker, Sailor, Squirrel, Spy | Dave e Milli                    | 17 agosto 2013  | 22 gennaio 2014 |